# Роу проти Вейда

Підтримка (синім) та непідтримка (червоним) рішення у справі Ро проти Вейда

Ро проти Вейда (англ. Roe v. Wade) — історичне рішення Верховного суду США 1973 року, яким стверджено, що Конституція США захищає свободу вагітної жінки здійснити аборт без надлишкових державних обмежень. Це рішення перекреслило низку федеральних законів та законів штату, що регулювали аборти, та дало початок вседержавній полеміці щодо того, чи мають аборти бути законними, якщо так — то до якої межі, хто має вирішувати законність абортів, які методи повинен використовувати Верховний суд при винесенні рішень і якою має бути роль релігійних та моральних поглядів у політиці. Рішення у справі Ро проти Вейда надало нової форми політиці у США, поділивши більшу частину США на табори «за життя» та «за вибір», активізуючи громадські ініціативи з обох боків.
Рішення було винесене щодо Норми Маккорві, відомої у справі під псевдонімом Джейн Ро, яка 1969 року завагітніла третьою дитиною і хотіла зробити аборт. Утім, Маккорві проживала у штаті Техас, де аборт був заборонений і його дозволялося робити тільки коли під загрозою було життя матері. Маккорві захищали адвокатки Сара Веддінґтон і Лінда Коффі, які подали від її імені заяву до федерального суду США проти місцевого окружного прокурора — Генрі Вейда, заявляючи, що закони, які забороняють аборти у штаті Техас, є антиконституційними. Справу заслухала колегія з 3-х суддів від північного округу штату Техас, і рішення було винесене на користь Норми Маккорві. Штат Техас подав заяву на апеляцію до Верховного суду США, який погодився заслухати справу.
У січні 1973 року Верховний суд США ухвалив рішення за голосуванням 7-2, що концепція належної правової процедури, передбачена Чотирнадцятою поправкою до Конституції США, забезпечує «право приватності», яке захищає право вагітної жінки вибирати — здійснювати чи не здійснювати аборт. Втім, суд зазначив, що право не є абсолютним і має бути збалансоване державним інтересом у захисті жіночого здоров'я та оберіганні ще не народжених. Суд постановив, що цей балансувальний тест має здійснюватись через прив'язку до трьох триместрів вагітності: упродовж першого триместру влада не може забороняти аборти; упродовж другого триместру влада може встановлювати резонні регуляції, що стосуються здоров'я жінки; упродовж третього триместру влада може забороняти аборти допоки закони міститимуть винятки для випадків, коли життя чи здоров'я матері перебуває під небезпекою. Суд класифікував право здійснювати аборти як «фундаментальне» і постановив, що суди повинні оцінювати сумнівні закони щодо абортів за стандартом «ретельного розгляду» — за найвищим рівнем судового розгляду в США.
Рішення було розкритиковане частиною правової спільноти з окремими твердженнями про прояви судового активізму у справі. У відомій статті «Єльського правового журналу», опублікованій невдовзі після ухвалення рішення, правознавець Джон Гарт Елі розкритикував рішення у справі Ро проти Вейда, як таке, що «є неконституційним законом і майже не дає підстав намагатись таким бути». 1992 року Верховний суд переглянув та змінив правові рішення справи Ро проти Вейда у справі Плановане батьківство проти Кейсі; суд ще раз підтвердив рішення у справі Ро, про те що право жінки на вибір щодо здійснення аборту є захищеним конституцією, однак відкинув триместровий спосіб врегулювання на користь стандарту, заснованого на життєздатності плода, анулювавши вимогу перегляду державних регуляцій за стандартом «ретельного розгляду».
У червні 2022 року рішенням у справі Dobbs v. Jackson Women's Health Organization Верховний суд США ухвалив, що Конституція США не передбачає права на аборт і штати мають право регулювати цю сферу самостійно, і скасував дію рішення у справі «Ро проти Вейда».

## Реакція

### Підтримка
Прихильники Ро стверджують, що рішення має вагому конституційну основу у Чотирнадцятій поправці, або що основне право на аборт є в інших частинах Конституції, але не у статтях, про які йдеться у цьому рішенні.

### Критика
Щороку, на річницю рішення, противники аборту заявляють про порушення конституції біля будівлі Верховного Суду у Вашингтоні, округ Колумбія. З 1974 року проводиться Марш за життя. У 2013 році кількість учасників Маршу за життя, за оцінками, була 650 000 осіб.